# جاك ليونارد (سياسي)
جاك ليونارد هو سياسي كندي، ولد في 2 ديسمبر 1936 في مونت تريمبلانت في كندا. نشط حزبياً في الحزب الكيبيكي والكتلة الكيبيكية. وقد انتخب عضو الجمعية الوطنية في كيبك ‏.